# Porto Cristo
Porto Cristo (spanisch für „Christushafen“), auch Port de Manacor oder Es Port genannt, ist ein vom Tourismus geprägter Ort auf der spanischen Baleareninsel Mallorca. Er liegt an der Ostküste der Insel in der Region (Comarca) Llevant. Porto Cristo gehört zum Gemeindegebiet der im Inselinneren gelegenen Stadt Manacor. Der Ort hat 7355 Einwohner (Stand: 2011), wovon 607 außerhalb des eigentlichen Siedlungskerns, aber in unmittelbarer Nähe wohnen. Damit leben in Porto Cristo etwa 18 % der Einwohner des Gemeindegebietes.

## Lage

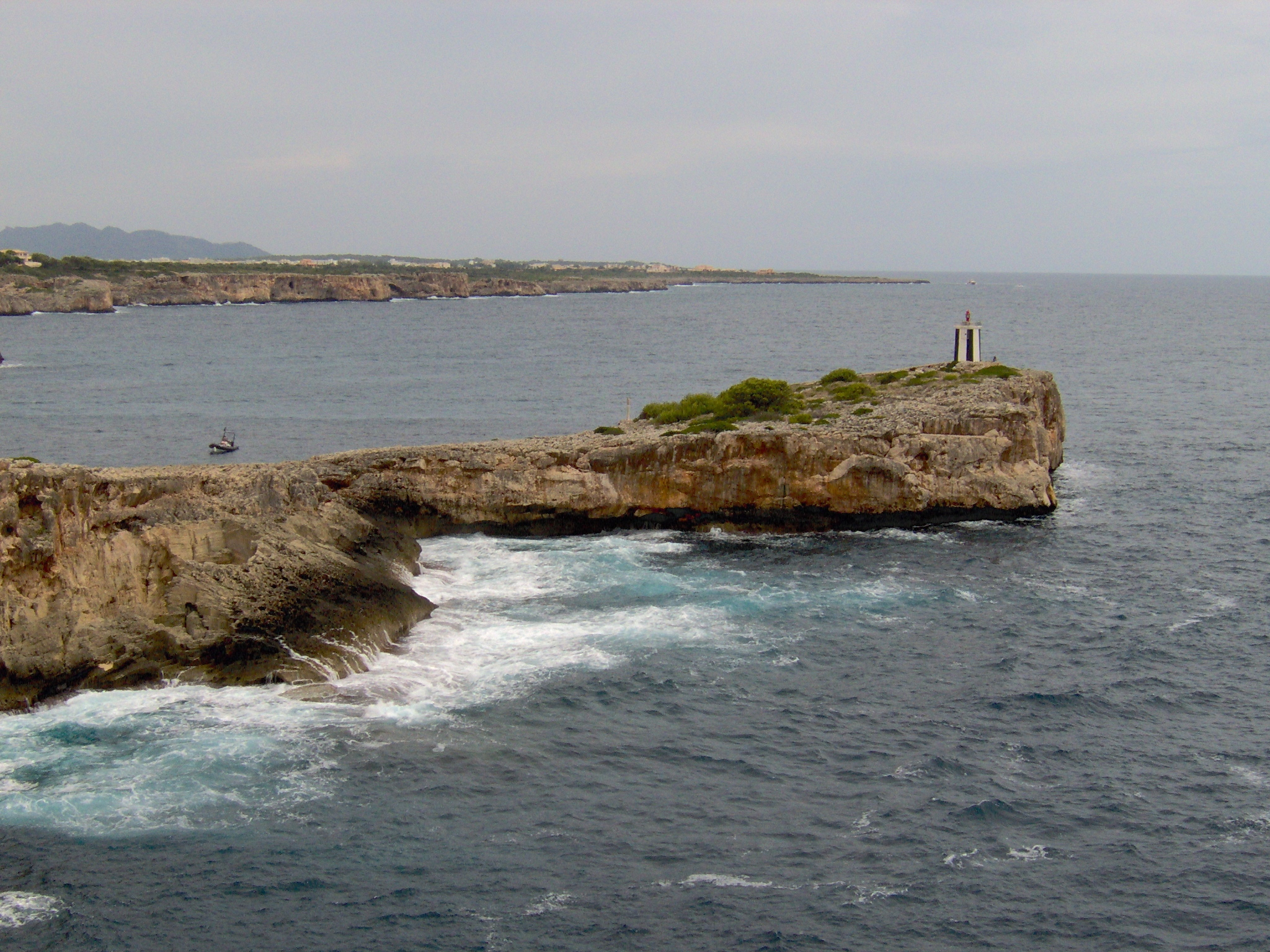
Morro de Sa Carabassa

Porto Cristo liegt 63 Kilometer östlich des Zentrums von Palma und 13 Kilometer von Manacor entfernt an der Cala Manacor, einer natürlichen Hafenbucht zwischen dem Morro de Sa Carabassa und der kleinen Halbinsel Punta Pagell an der Ostküste Mallorcas. Man erreicht den Ort aus Westen kommend über die Landstraße MA-4020 von Manacor, von Süden her aus Richtung Cales de Mallorca über die MA-4010 und von Norden von Son Carrió über die MA-4024 und von Cala Millor über die MA-4023. Nachbarorte an der Küste sind die Doppelorte Cala Anguila-Cala Mendia im Südwesten und S’Illot-Cala Morlanda im Nordosten. In der Vergangenheit war Porto Cristo der Hafen von Manacor.

## Beschreibung

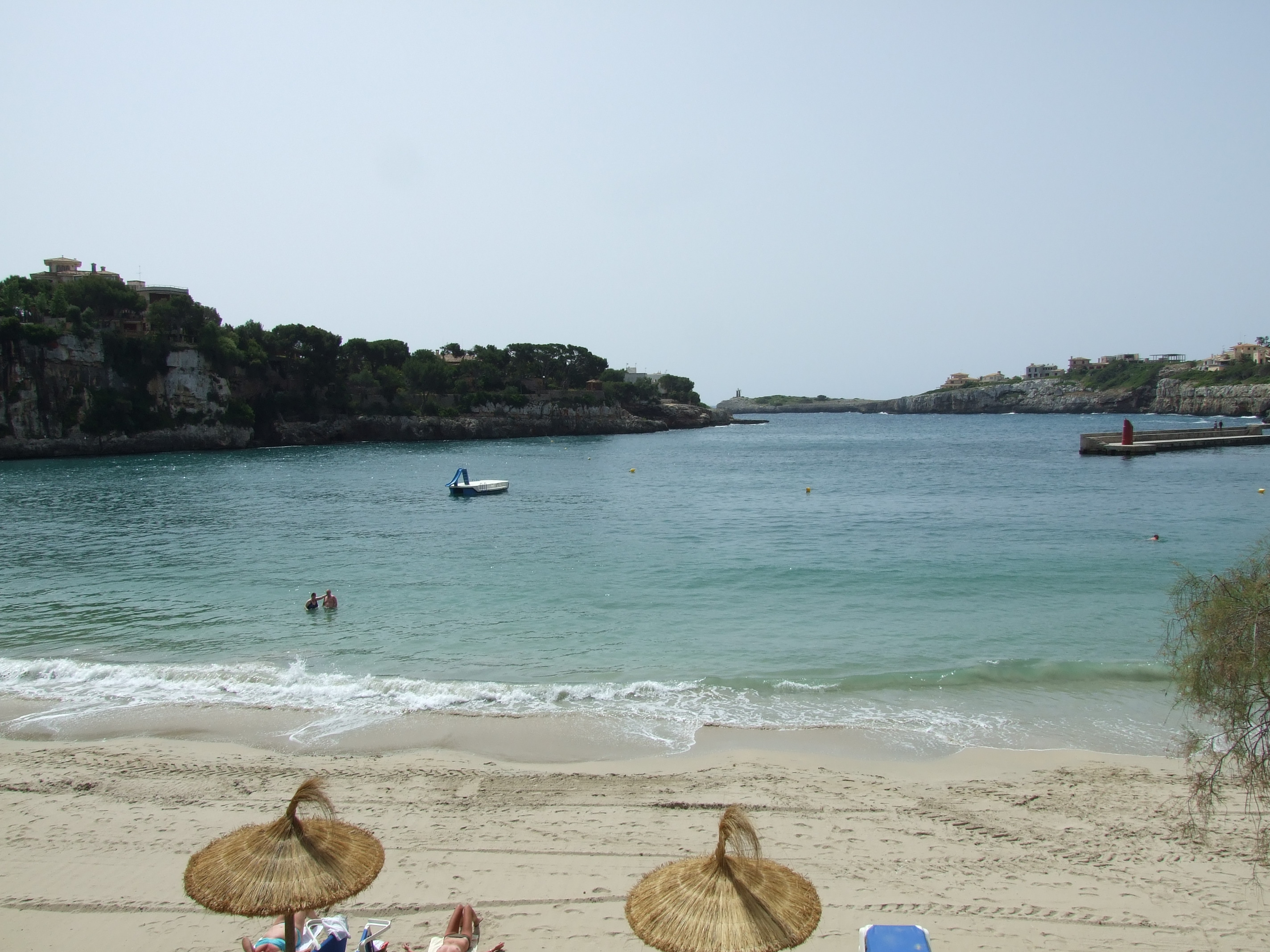
Blick in Richtung Hafenausfahrt

Die Bebauung des Ortes zieht sich heute um die gesamte Bucht der Cala Manacor, in die der Sturzbach Torrent de ses Talaioles mündet, im Hafenbereich es Riuet (‚der Strom‘) genannt. Die Bucht ist zum großen Teil als Yachthafen ausgebaut und es gibt einen Pier für Ausflugsschiffe. Die älteren Ortsteile des ehemaligen Fischerortes befinden sich nördlich des Hafens. Der Ort wurde nach und nach erweitert, so dass die Vororte nun im Süden bis an das Höhlensystem der Coves del Drac an der Bucht der Cala Murta und im Nordosten fast bis an die Caló de sa Ferradura reichen. Die nördliche Ortsgrenze bildet die Straßenverzweigung nach Son Carrió und Cala Millor. Nach Westen wurde die Ausdehnung des Siedlungsgebietes bisher durch das mäandernde Bachbett des Riuet verhindert.

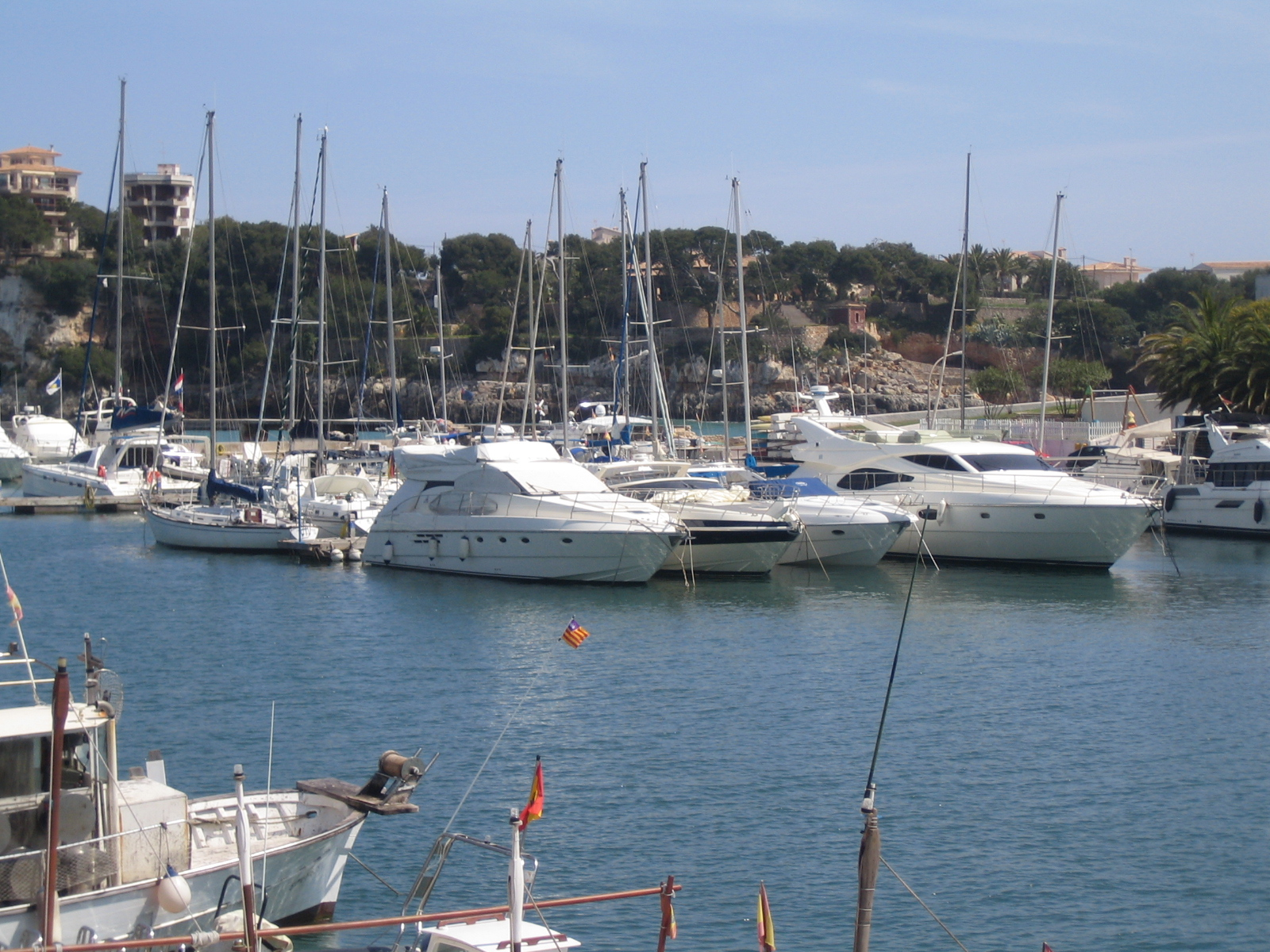
Hafen von Porto Cristo

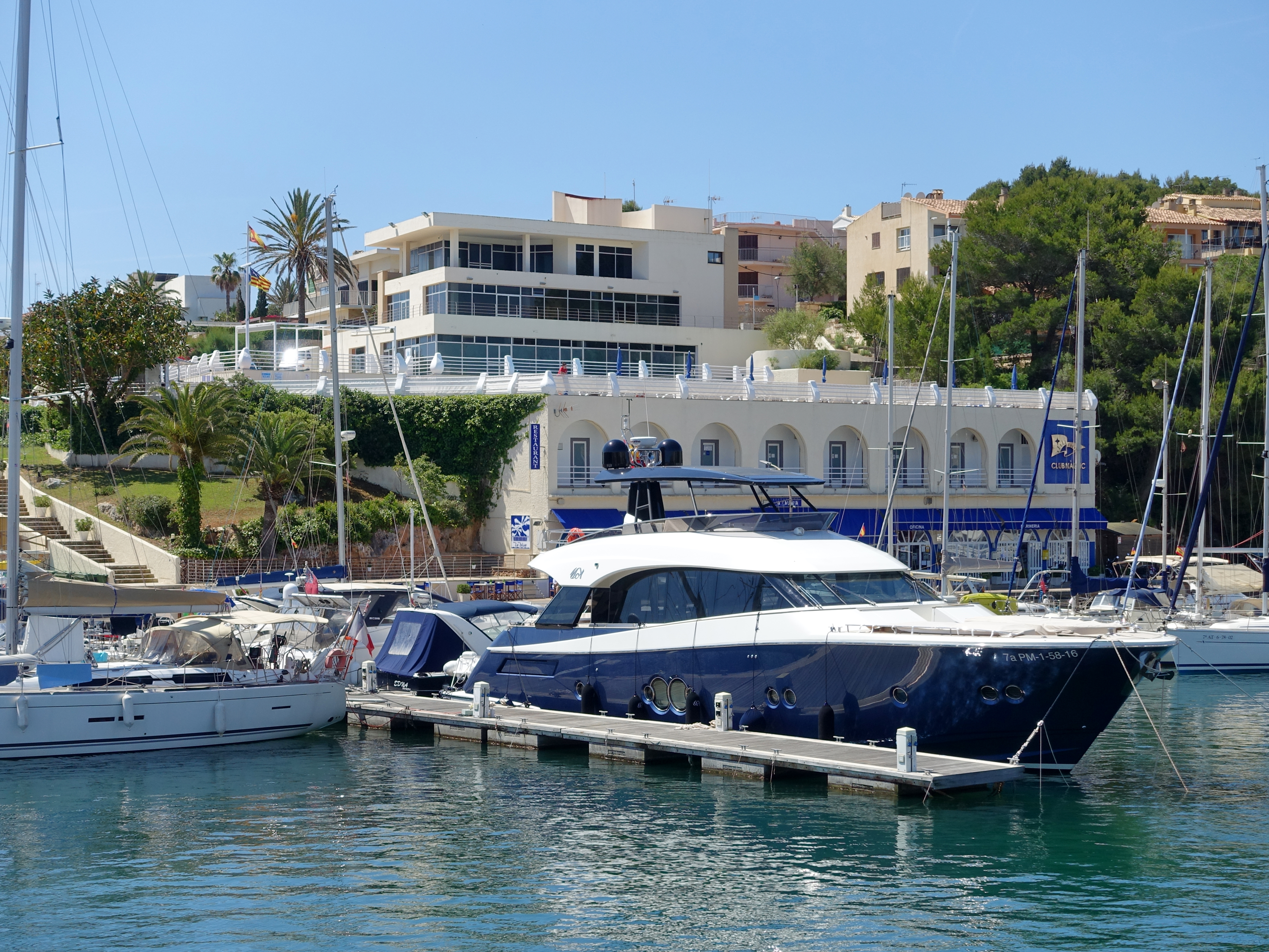
Club Nàutic de Porto Cristo

Porto Cristo profitiert von seiner Lage am Ende der schmalen geschützten Bucht an der Mündung des Riuet. Der kleine Hafen mit seinen Yachtstellplätzen des 1969 durch Joan Servera Amer gegründeten „Club Nàutic de Porto Cristo“ zieht sich tief ins Landesinnere bis zur Mündung des Baches hinein. In der Bucht unmittelbar unterhalb des Ortszentrums, östlich der Anlegestelle für Ausflugsschiffe, befindet sich ein kleiner Sandstrand.
Porto Cristo verfügt über eine sehenswerte Altstadt mit engen Gassen und zahlreichen historischen Gebäuden. Im Mittelpunkt befindet sich die Ortskirche Església Mare de Déu del Carme. Nahebei in der Carrer d’En Gual 31 gibt es eine Zweigstelle der Gemeindeverwaltung von Manacor. Die die Altstadt umgebenden Neubaugebiete haben zum Teil Villencharakter. Die meisten Geschäfte und Restaurants konzentrieren sich hingegen am Passeig de la Sirena hinter der Hafenmole. An der Promenade befindet sich eine 1988 aufgestellte Skulptur des Bildhauers Pere Pujol, die eine im spanischen Bürgerkrieg zerstörte Meerjungfrau-Skulptur ersetzte.
Der gesamte Küstenbereich der Steilküste um Porto Cristo ist durchsetzt mit unzähligen Höhlen und Felsüberhängen, deren Eingänge meist auf Meeresniveau liegen, oft auch darunter. Die Besichtigung solcher Höhlen ist deshalb nicht ungefährlich, wie zum Beispiel der „Piratenhöhlen“ nahe der Cala Falcó südlich von S’Estany d’en Mas, wie die Cova des Moro, die Cova des Pirata oder die Cova des Pont. Die größeren Höhlensysteme der Coves del Drac und die kleineren Coves dels Hams sind heute touristisch erschlossen. Kleinere Höhlen befinden sich aber auch innerhalb der Cala Manacor unweit des Strandes von Porto Cristo, so die Cova de Sa Patroneta, die Coves Blanques und die Cova des Correu. Von den Coves Blanques ist bekannt, dass diese natürlichen Höhlen schon in talaiotischer Zeit durch Menschen ausgearbeitet wurden. Später dienten sie Seeleuten und Fischern als Zufluchtsort.

## Geschichte
Nach Kenntnis der Nutzung von Höhlen wie den Coves Blanques in der Zeit der Talaiot-Kultur belegen Funde im Hafenbecken auch eine römische Anwesenheit beim heutigen Porto Cristo. Spuren einer frühchristlichen Besiedelung wurden im Jahr 1909 entdeckt, als die Reste einer Basilika ausgegraben wurden, von der nur das Taufbecken aus dem 5. Jahrhundert erhalten ist.

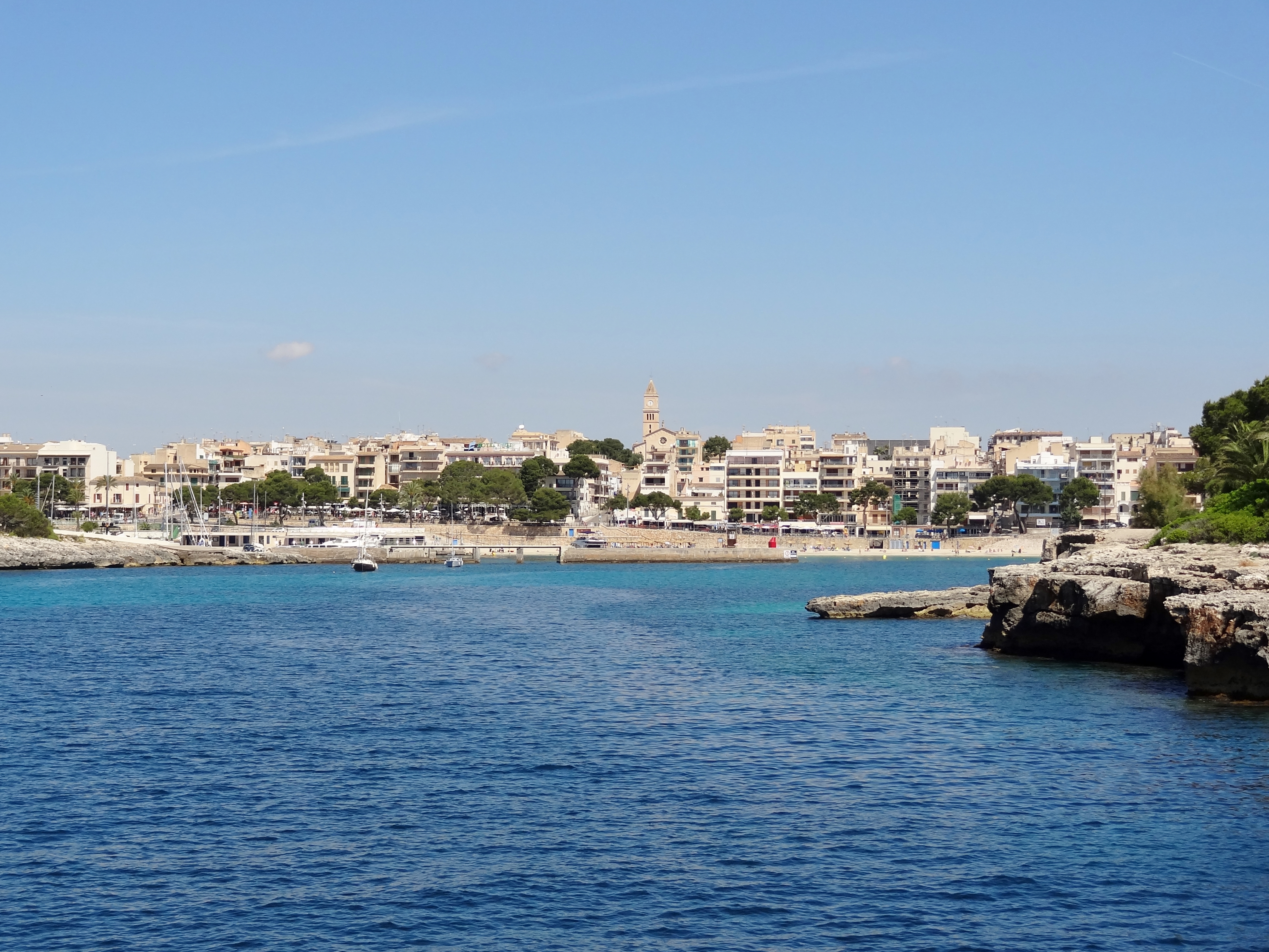
Ortsansicht vom Meer

Der Name Porto Cristo geht der Legende zufolge auf einen im Jahr 1260 aus höchster Seenot geretteten Seemann zurück, der aus Dank für seine Errettung vor Ort ein Kruzifix aufstellte. Der Ort selbst wurde erst im Jahr 1888 gegründet. Bis dahin war die Cala Manacor Schutzhafen für die Fischer der Region Manacor.
Vor dem Hintergrund der ständigen Angriffe und Überfälle von Seeräubern und maurischen Piraten an Mallorcas Küsten vom 15. bis zum 18. Jahrhundert wurde 1577 südlich der Einfahrt in die Bucht ein Signal- und Wachturm, der Torre del Serral dels Falcons, errichtet. Er war Teil eines Netzes von Wehrtürmen, die an der gesamten Küste Mallorcas angelegt wurden. Im spanischen Bürgerkrieg durch einen Bombenangriff der republikanischen Truppen zerstört, wurde er durch die Eigentümer restauriert und kann heute besichtigt werden.
Porto Cristo war einer der wenigen Orte Mallorcas, die in den spanischen Bürgerkrieg verwickelt wurden, als am 16. August 1936 bei der Schlacht um Mallorca republikanische Truppen auf der Insel landeten und Teile der Ostküste besetzten. Der Vorstoß wurde bis zum 12. September 1936 durch die nationalistischen Truppen und ihre italienischen Verbündeten zurückgeschlagen.
Anfang des 21. Jahrhunderts entstand ein juristischer Streit um die 1999 bis 2003 erbaute Hochbrücke über den Torrent d’es Riuet am Hafen, über die die Hauptstraße nach Cales de Mallorca führt. Ein Gericht erklärte den von den damaligen Politikern genehmigten Bau für illegal. Ende 2011 musste eine nördliche Ausweichroute gebaut werden, um den Abriss der Hochbrücke zu ermöglichen, der knapp eine Million Euro kosten sollte, und der im Oktober/November 2011 erfolgte. Um den Ortskern zu entlasten, entstand für 4,7 Millionen Euro eine Umgehungsstraße, die am 12. Juni 2012 eingeweiht wurde.

## Kultur und Sehenswürdigkeiten

### Kirchen
Església Mare de Déu del Carme
Die am Plaça del Carme gelegene Ortskirche Mare de Déu del Carme ist der Schutzherrin der Fischer und Seefahrer Mare de Déu del Carme geweiht und ist im neuromanischem Stil erbaut.

### Aquarium
Das 1974 eröffnete, inzwischen (Februar 2010) geschlossene Aquàrium des Ortes in der Carrer Gambí 7 zeigte auf zwei Etagen in 115 Vitrinen die Flora und Fauna des Mittelmeeres sowie andere Plätze der Unterwasserwelt.

### Bauwerke

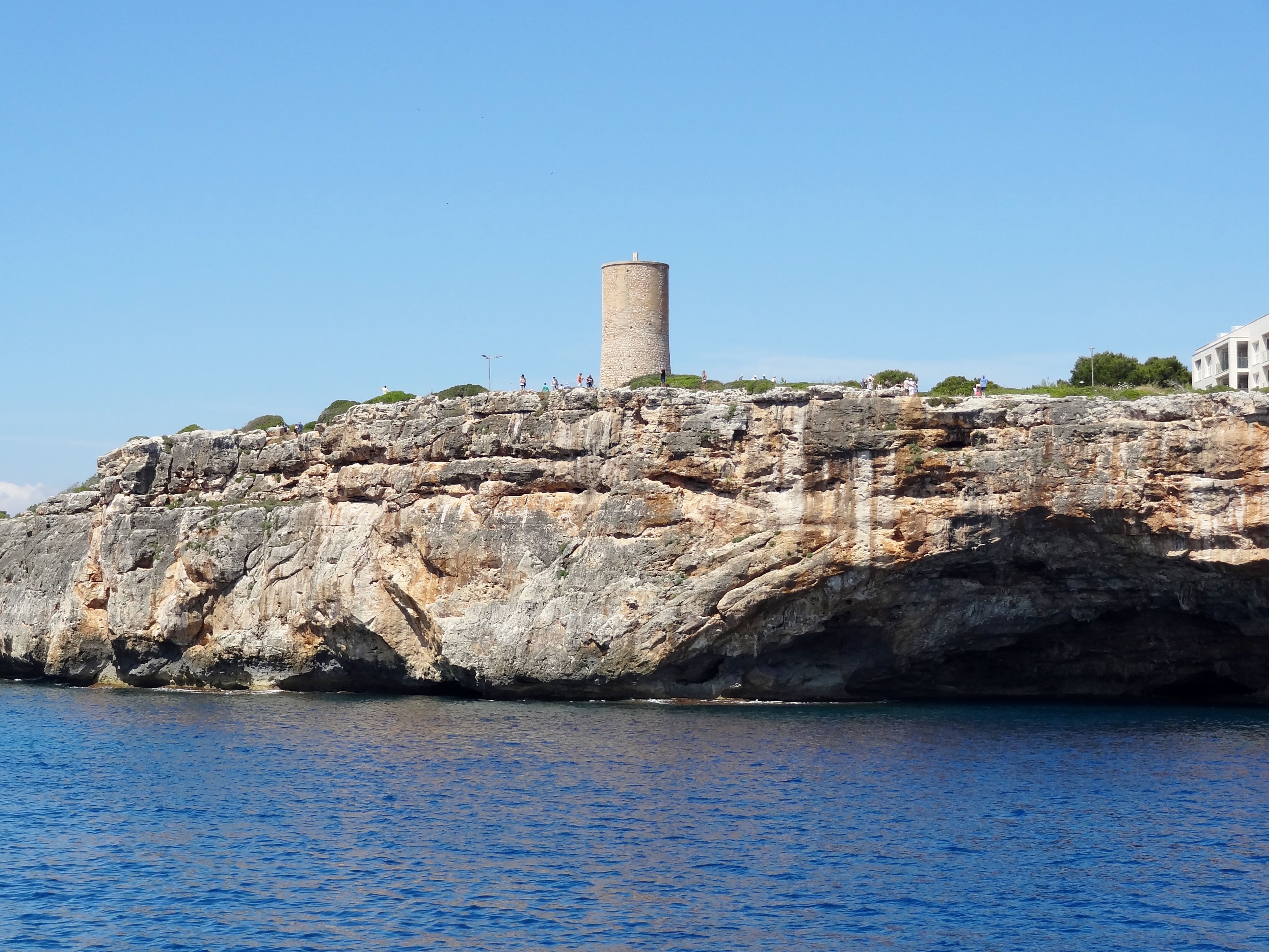
Torre del Serral dels Falcons
Der 1577 erbaute Signal- und Wachturm steht südlich der Einfahrt zur Cala Manacor auf dem Serral dels Falcons, am Ende der Straße Avinguda d’en Joan Servera Camps. Er wird auch als Torre de Porto Cristo oder historisch unter den Namen Torre de Manacor, Torre de Cala Manacor oder Torre del Port de Manacor bezeichnet. Der Turm wurde 1936 im spanischen Bürgerkrieg durch einen Bombenangriff der republikanischen Truppen bei der zeitweiligen Besetzung der Ostküste stark zerstört. Nach der Restaurierung durch die Eigentümer kann er heute ohne Gebühr besichtigt werden. Mit seiner prädestinierten Lage an der Hafeneinfahrt ist er ein Wahrzeichen von Porto Cristo.
Baptisteri Basílica Sa Carrotja
Die spärlichen Überreste der ersten mallorquinischen Christen im Bereich von Porto Cristo wurden im Jahr 1909 an der Avinguda d’en Joan Amer auf der Halbinsel Punta Pagell entdeckt. Von der frühchristlichen Basilika Sa Carrotja aus dem 5. Jahrhundert ist nur das Taufbecken erhalten.

### Höhlen

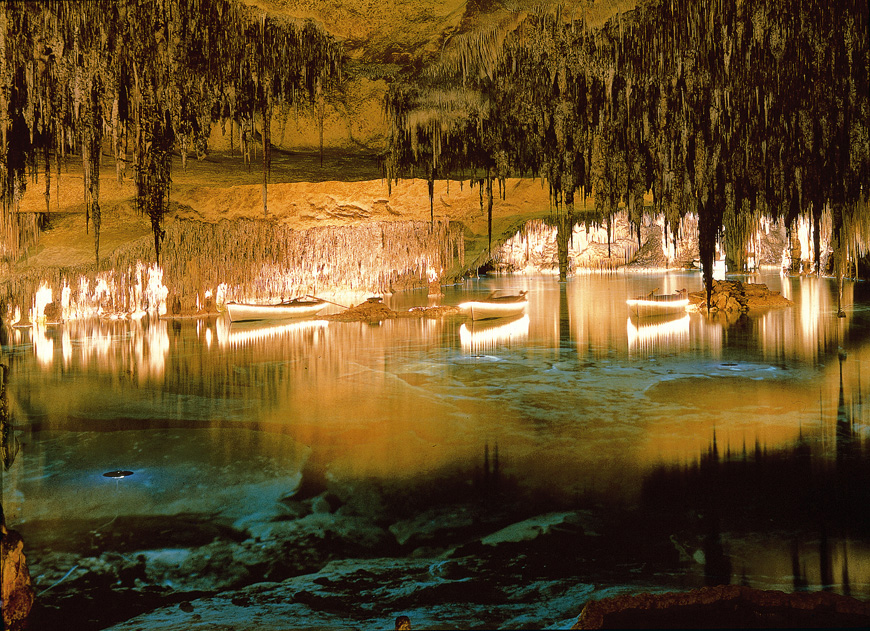
Coves del Drac
Die Coves del Drac („Drachenhöhlen“) befinden sich an der Landstraße Carretera de les Coves Richtung Cales de Mallorca und grenzen unmittelbar südlich an die Bebauung des Ortes Porto Cristo an. Der Eingang zu den Höhlen liegt nahe der Avinguda d’en Joan Servera Camps, einer Straße die weiter in Richtung Küste zum Torre dels Falcons führt. Das Tropfsteinhöhlensystem der Coves del Drac erstreckt sich über 1700 Meter, von denen etwa ein Kilometer begehbar ist. In ihm befindet sich der größte unterirdische See Europas und einer der größten der Welt, der Llac Martel oder Martelsee. Benannt ist der See nach dem französischen Höhlenforscher Édouard Alfred Martel, dem es 1896 gelang, etwa 1300 Meter des Höhlensystems zu erforschen und zu kartografieren. Der Llac Martel ist 177 Meter lang und durchschnittlich 40 Meter breit, bei einer Tiefe bis zu 9 Metern. Heute werden auf ihm täglich klassische Konzerte aufgeführt, bei denen sich die Musiker auf einzelnen Booten befinden, die sich durch die Grotte bewegen. Die Lichtspiele in den ab 1935 für Besucher geöffneten Höhlen stammen noch aus dem Jahr 1934 von dem Ingenieur Dr. Carles Buïgas i Sans.

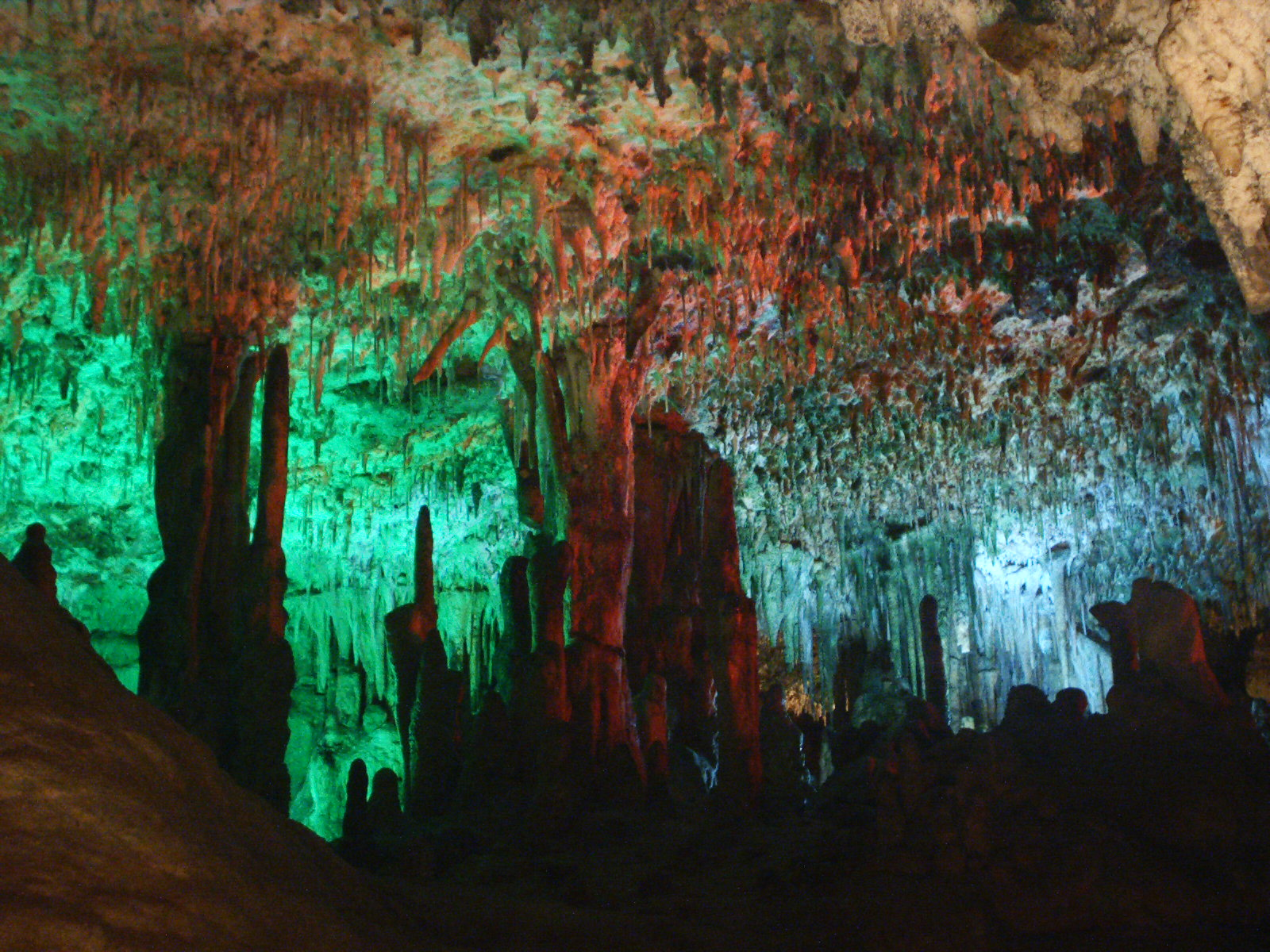
Coves dels Hams
Die Coves dels Hams („Angelhakenhöhlen“) wurden am 2. März 1905 von Pedro Caldentey entdeckt. Sie liegen etwa einen Kilometer westlich von Porto Cristo an der Straße nach Manacor. Auch in diesem verästelten Höhlensystem gibt es einen unterirdischen See, der aber weniger ausgedehnt ist, als der in den Coves del Drac. Der Sohn des Entdeckers, Lorenzo Caldentey, stattete die Höhlen mit der heute zu sehenden Beleuchtung aus. Es werden geführte Besichtigungen in kleinen Gruppen einschließlich kurzen Konzerten für die Besucher veranstaltet.
Coves Blanques
Die kleinen natürlichen Höhlen der Coves Blanques („Weiße Höhlen“) befinden sich an der Ostseite der Cala Manacor unweit des Strandes von Porto Cristo. Das Interessante an ihnen ist, dass man Spuren von Ausarbeitungen aus der Zeit des Talaiotikum in ihnen entdeckte. In späterer Zeit wurden sie von Seeleuten und Fischern als Zufluchtsort genutzt.

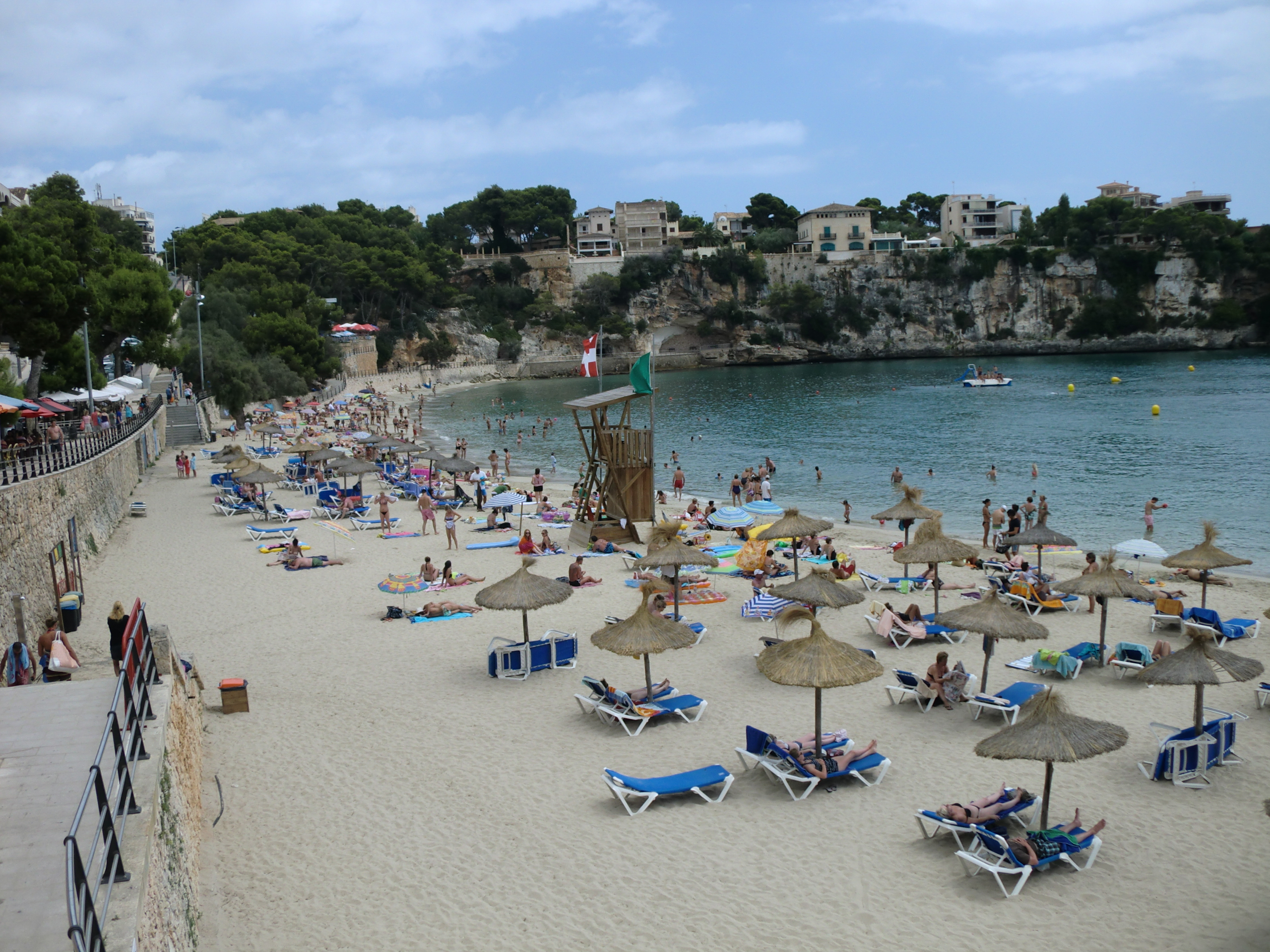
Strand

### Strand
Der etwa 200 Meter lange Strand des Ortes liegt innerhalb der Cala Manacor gegenüber dem Yachthafen. Er erstreckt sich unterhalb des Passeig de la Sirena zwischen der südwestlichen Schiffsanlegestelle bis zur Plaça Costa d’en Bau im Nordosten. Der Strand ist von der hinter ihm verlaufenden Straße Carrer Bordils und den dortigen Parkplätzen nur durch eine Mauer getrennt. Der Zugang erfolgt über Treppen von der höher gelegenen Straße. Die durchschnittliche Breite des Strandes beträgt 14 Meter bei einer maximalen Breite von 20 Metern. Im Jahr 2006 hat sowohl der Sandstrand im Bereich des Hafens von Porto Cristo, wie auch der Sporthafen selbst die „Blaue Flagge“ für ausgezeichnete Wasserqualität erhalten.

### Feste
Festa popular de Sant Antoni
Das Fest Sant Antoni zu Ehren des Heiligen Antonius wird in Porto Cristo am 16. und 17. Januar jeden Jahres begangen. Es beginnt am Abend des 16. Januar mit einer „Feuer-Nacht“ und dem „Tanz der Teufel“. Am Nachmittag des 17. Januar erfolgt nach einem Umzug die Tiersegnung „Beneïdes“.
Festa de Mare de Déu del Carme
Jedes Jahr am 16. Juli wird das Fest der Schutzpatronin der Fischer Mare de Déu del Carme begangen. Zu diesem Anlass finden ein Feuerwerk sowie eine Prozession der Fischerboote auf See und ein nächtlicher Markt an der Promenade statt.

### Märkte
Der Wochenmarkt von Porto Cristo findet jeden Sonntag vormittags am Passeig de la Sirena statt.

## Persönlichkeiten
- Ab den 1920er Jahren lebte Juan Servera Camps (1878–1957) in Porto Cristo. Er erschloss die Drachenhöhlen für die Öffentlichkeit.
- Im Ort wohnt der spanische Tennistrainer Toni Nadal (* 1961).
- Tennisprofi Rafael Nadal (* 1986) lebt ebenfalls in Porto Cristo.[6]